# Supreme Court (Namibia)

Supreme Court mit Christuskirche im Hintergrund

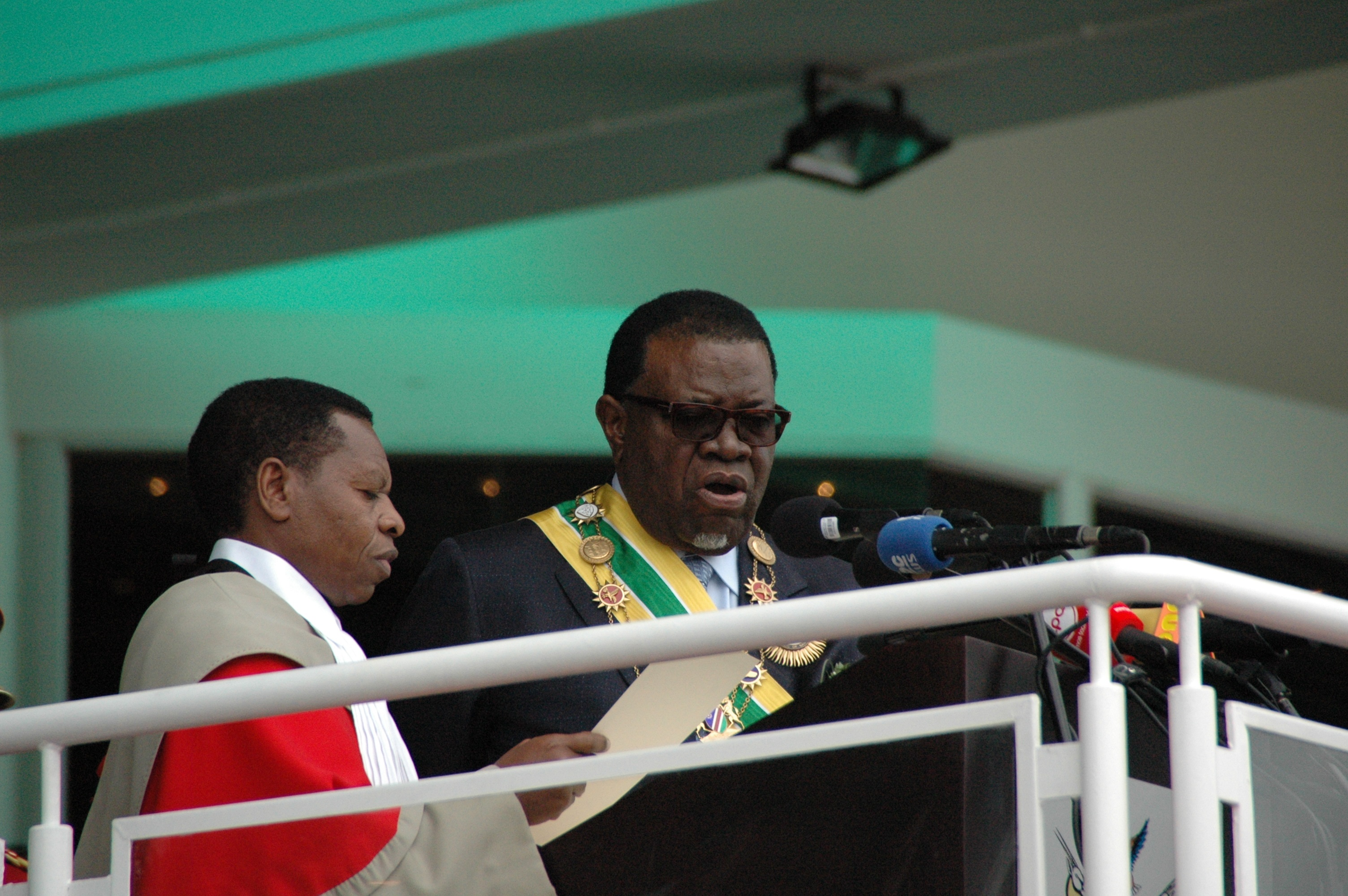
Peter Shivute bei Vereidigung von Präsident Hage Geingob (2015)

Der Supreme Court oder lokal Oberstes Gericht ist der Oberste Gerichtshof sowie das Verfassungsgericht von Namibia.
Das Gericht basiert rechtlich auf Paragraph 79 der Verfassung Namibias und der Ausarbeitung in der Government Gazette, Nr. 84 vom 8. Oktober 1990.
Das Gericht hat seinen Sitz in der Hauptstadt Windhoek. Derzeit (Stand September 2017) hat „Seine Lordschaft der ehrenhafte Oberste Richter“ (englisch His Lordship, the Honourable Chief Justice) Peter Shivute das höchste Richteramt inne.

## Geschichte
Der Supreme Court wurde mit Unabhängigkeit am 21. März 1990 gegründet. Der Gerichtshof ist sowohl das Oberste Gericht als auch Verfassungsgericht des Landes. Es ist das erste Gericht dieser Art auf dem Gebiet des heutigen Namibias. Zu Zeiten Südwestafrikas mussten alle Entscheidungen vom Supreme Court in Südafrika bestätigt werden.

## Gerichtsgebäude
Das Gebäude des Supreme Courts wurde Anfang der 1990er Jahre in Windhoek-Central erbaut. Es wurde von einem namibischen Architektenbüro aus Swakopmund entworfen. Das Gebäude wurde in Anlehnung an nordafrikanische Bauten geplant und sollte sich deutlich von den europäischen Bauten der Jahre unter fremder Herrschaft unterscheiden. Besondere Aufmerksamkeit wurde auf die beidseitigen Säulengänge und den Garten, der ausschließlich mit namibischen Pflanzen bepflanzt wurde, gelegt.
Im Inneren des Gebäudes befindet sich neben der 1997 gegründeten Bibliothek auch das öffentliche Foyer und die um einen Innenhof angelegten Gerichtssäle mit Besuchergalerien sowie dem Gedenkgarten.

## Richter
Dem Supreme Court steht der Chief Justice als höchster Richter vor. Er wird unterstützt von zusätzlichen Richtern, wovon die Judges of Appeal über den Acting Judges stehen. Alle diese werden vom Staatspräsidenten Namibias als Vorsitzendem der Judicial Service Commission ernannt.
Seit Gründung des Gerichtes mit der Unabhängigkeit Namibias 1990 gab es verschiedene vorsitzende Richter. Der vorsitzende Richter des Vorgängergerichtes Supreme Court of South West Africa (Oberster Gerichtshof von Südwestafrika), H.J. Berker, wurde 1990 erster Chief Justice Namibias. Nach seinem Tod 1992 übernahm der Verfassungsrichter I. Mohammed das Amt. 1999 trat er von seinem Amt zurück und G.J.C. Strydom, bis dahin Oberster Richter des High Courts, wurde Vorsitzender des Supreme Court. Sein Nachfolger wurde nach seinem Rücktritt 2004 Peter Shivute.
Zudem gehören dem Gericht (Stand Juni 2024) vier weitere Richter, darunter immer der Vorsitzende Richter des High Court als Deputy Chief Justice an.